# Одои, Денис
Денис Фримпонг Одои (нидерл. Denis Frimpong Odoi; родился 27 мая 1988 года в Лёвене, Бельгия) — ганский и бельгийский футболист, защитник клуба «Антверпен» и национальной сборной Ганы. Участник чемпионата мира 2022 года.

## Клубная карьера
Одои начал карьеру в клубе «Ауд-Хеверле Лёвен» их своего родного города. В команде он провёл три сезона, после чего перешёл в «Сент-Трюйден». 31 июля в матче против льежского «Стандарда» Денис дебютировал в Жюпиле лиге. 17 октября в поединке против «Мускрона» он забил свой первый гол за «Сент-Трюйден».
Летом 2011 года Одои перешёл в «Адерлехт». Сумма трансфера составила 1,5 млн евро. 29 июля в матче против своего родного клуба «Ауд-Хеверле Лёвен» он дебютировал за новую команду. В составе «Андерлехта» Денис дважды стал чемпионом, а также завоевал Суперкубок Бельгии.
Летом 2013 года Одои недовольный статусом игрока ротации, покинул «Андерлехт» и подписал контракт с «Локереном». 28 июля в матче против своего предыдущего клуба «Андерлехта» он дебютировал за новую команду. 28 марта 2014 года в поединке против «Брюгге» Денис забил свой первый гол за «Локерен». В том же году Одои помог клубу выиграть Кубок Бельгии.
Летом 2016 года он Денис перешёл в английский «Фулхэм», подписав с клубом контракт на три года. 5 августа в матче против «Ньюкасл Юнайтед» Одои дебютировал в Чемпионшипе. 11 февраля 2017 года в поединке против «Уиган Атлетик» Денис забил свой первый гол за «Фулхэм». В 2018 года Одои помог команде выйти в элиту. В матче против лондонского «Арсенала» он дебютировал в английской Премьер-лиге. В начале 2022 года Одои перешёл в «Брюгге». 6 февраля в матче против «Гента» он дебютировал за новую команду. 27 февраля в поединке против «Антверпена» Денис забил свой первый гол за «Брюгге». По итогам сезона он помог клубу выиграть чемпионат. 

## Международная карьера
25 мая 2012 года в товарищеском матче против сборной Черногории Одои дебютировал за сборную Бельгии.
В 2022 году Одои принял участие в чемпионата мира в Катаре. На турнире он сыграл в матче против команды Южной Кореи.

## Личная жизнь
Отец Дениса из Ганы, а мать бельгийка.

## Достижения
Командные
 «Адерлехт»
- Победитель Жюпиле лиги (2) — 2011/12, 2012/13
- Обладатель Суперкубка Бельгии — 2012

 «Локерен»
- Обладатель Кубка Бельгии — 2013/14

 «Брюгге»
- Победитель Жюпиле лиги (1) — 2021/22
- Обладатель Суперкубка Бельгии — 2022